# Бразильсько-французький кордон
Франко-бразильський кордон (також Кордон між Францією і Бразилією; фр. Frontière entre le Brésil et la France) — державний кордон, що розділяє національні території Бразилії (штат Амапа) і Франції (Французька Гвіана) на північному сході Південноамериканського континенту. Довжина кордону — 673 км. Це найдовший кордон Французької республіки. Для порівняння: наступний за ним франко-іспанський кордон на 50 км коротший.

## Геополітика

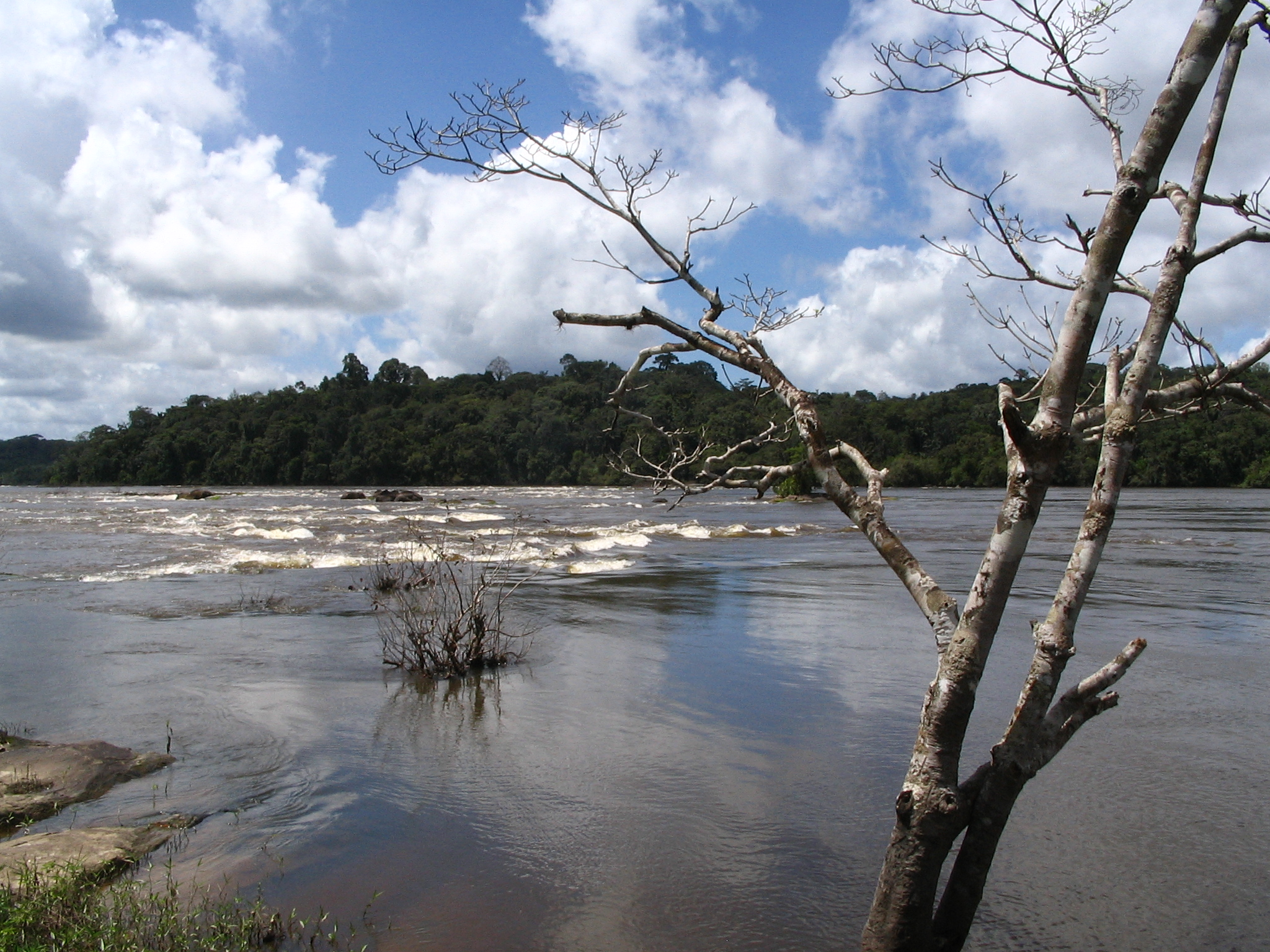
Річка Ояпок, по якій проходить більша частина кордону

Більша частина кордону проходить по річці Ояпок. Цю лінію кордону закріпив Утрехтський мирний договір 1713 року. Проте Франція порушувала його, окупувавши території на схід від річки. Так виник тривалий Франко-бразильський територіальний конфлікт, що завершився лише в 1900 році за допомогою міжнародного арбітражу на користь Бразилії. Сучасна межа є проблемною ділянкою Франції через те, що після вступу країни до Євросоюзу та запровадження у Французькій Гвіані євро почастішали спроби перетину кордону нелегальними робітниками з Бразилії та інших країн Латинської Америки.